# Потічник брудножовтий
Потічник брудножовтий (Hygrohypnum luridum) — вид мохів порядку гіпнобрієвих (Hypnales).

## Поширення
Ареал охоплює такі частини світу: Європа, Північна Америка, Південна Америка, Азія.

## Галерея

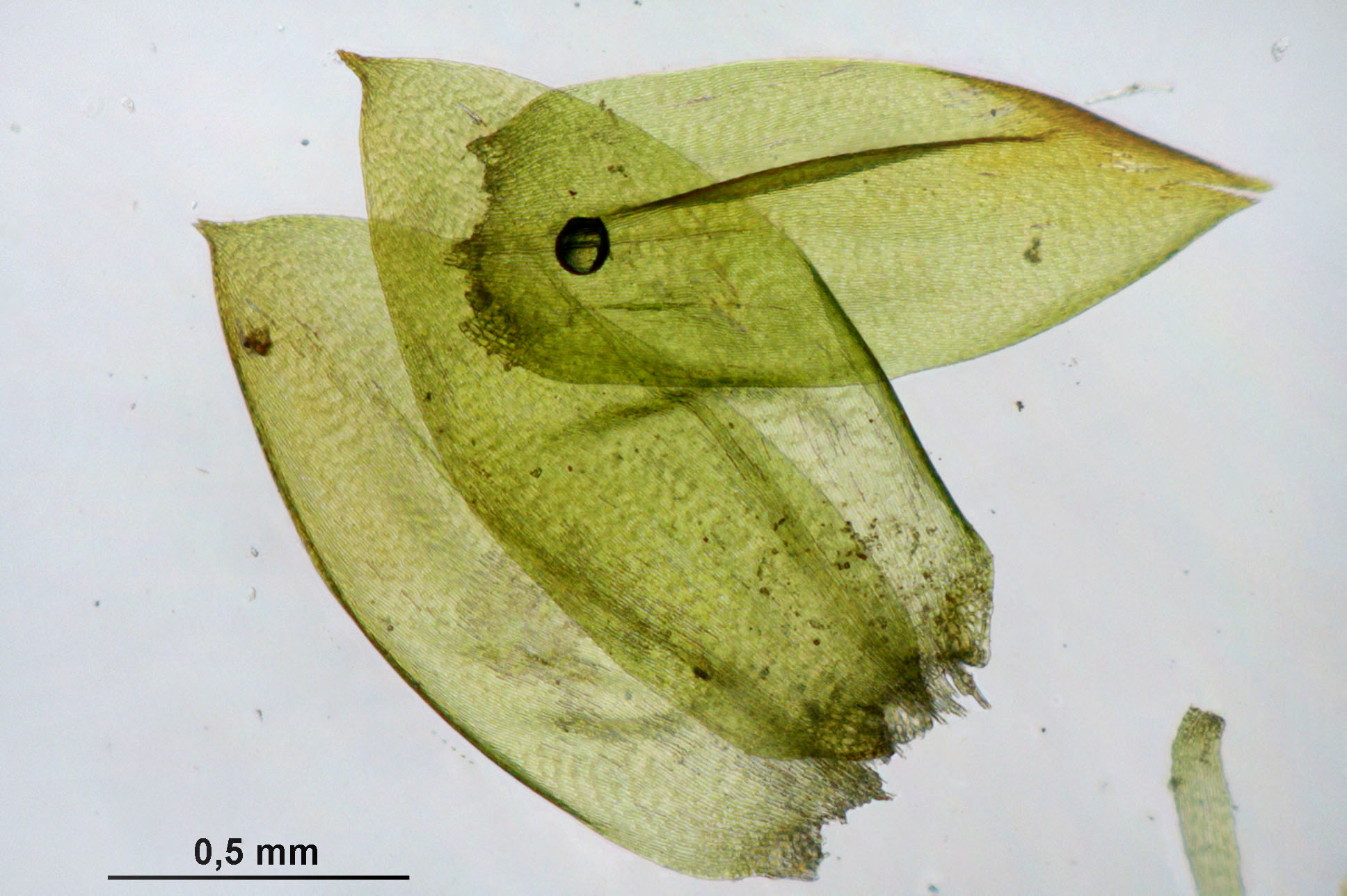
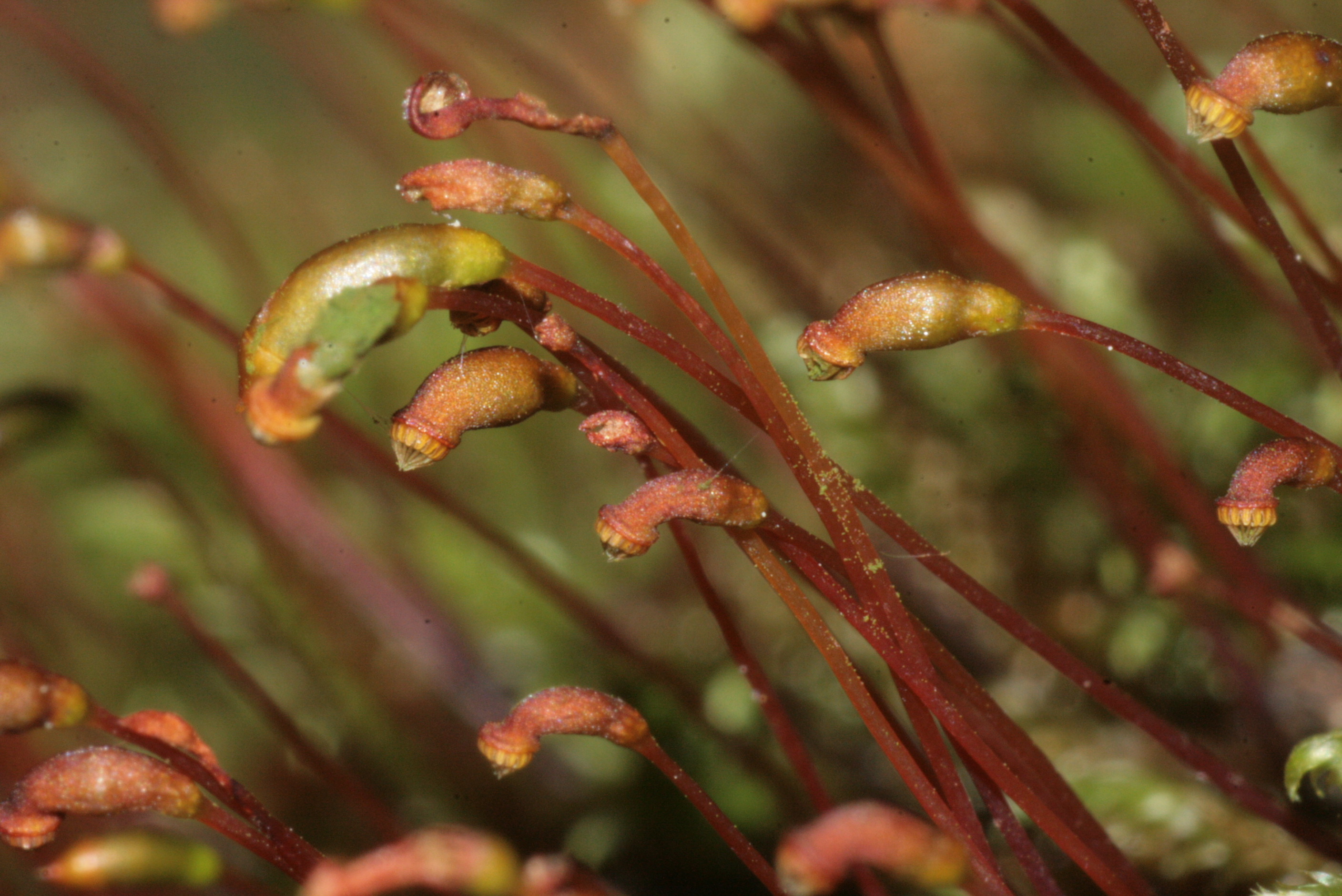
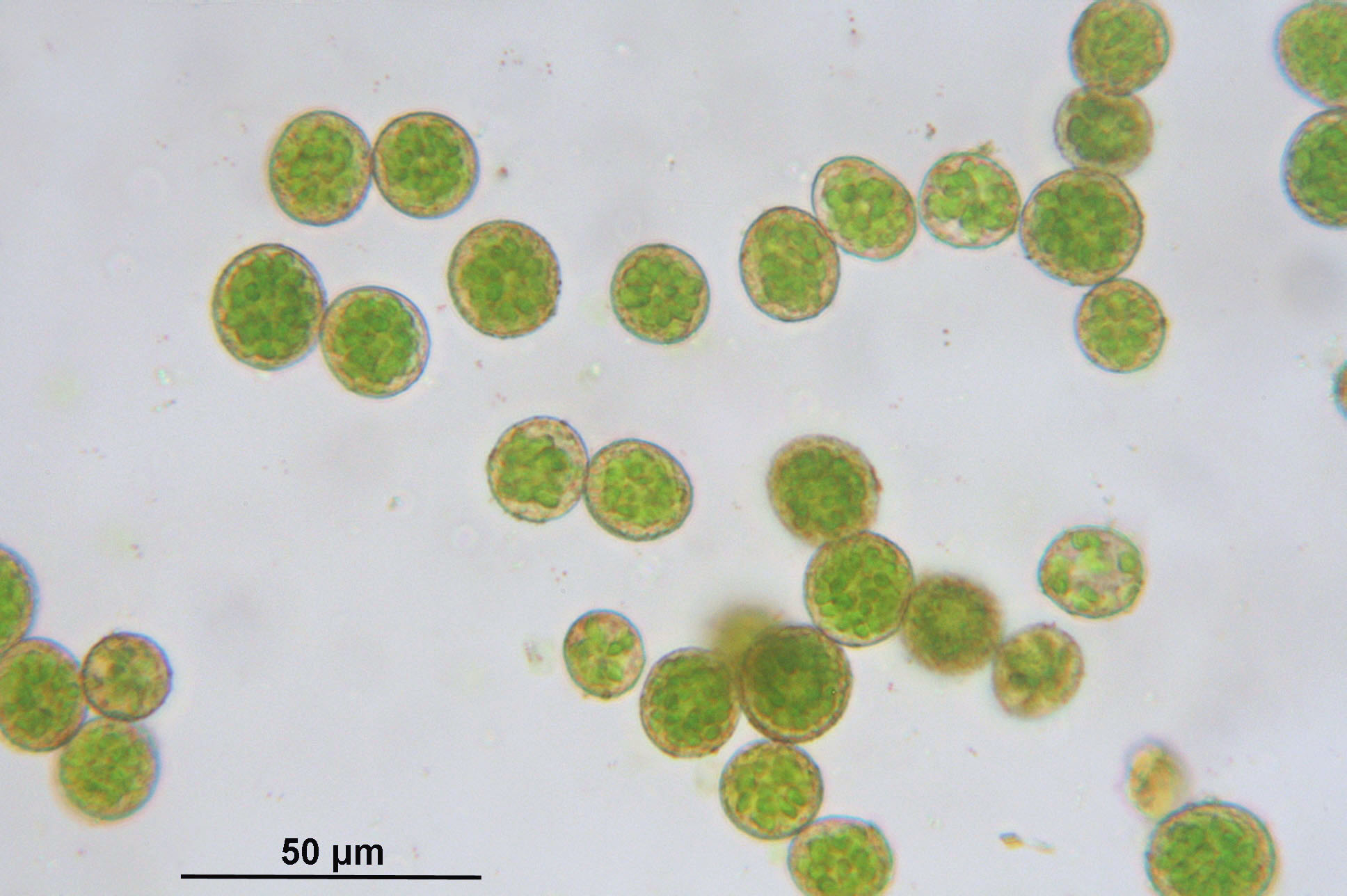

## Характеристика
Рослини м'які, жовто-зелені, іноді з іржавими плямами, рідше жовто-бурі, яскраво-зелені або чорнувато-зелені, регулярно переходять від одного кольору до іншого в межах однієї рослини. Стебла до 6 см, зазвичай всюди облистнені, нерівномірно розгалужені. Листки зазвичай черепицеподібні, пряме або серпоподібне, рідко майже кругле, мало відрізняється, коли сухе або вологе, часто подовжено-ланцетне, ланцетне, яйцевидне або іноді широкояйцеподібне, не глибоко увігнуте, (0.5)1–1.5(2.5) × (0.3)0.4–0.8(1.1) мм; краї рівномірно закручені, не загнуті на вершині, цільні; верхівка загострена або злегка короткоголочкова. Вид автоіктичний. Коробочкові ніжки жовто-бурі, 0.8–2.4 см. Коробочка з 1–3 війками ендостому.